# Due West
Due West város az USA Dél-Karolina államában, Abbeville megyében. Lakosainak száma 1219 fő (2020. április 1.).

## Népesség
A település népességének változása:

| 2010 | 1 247 |
| 2020 | 1 219 |